# Ваксдал
Ваксдал (норв. Vaksdal) — коммуна в губернии Хордаланн в Норвегии. Административный центр коммуны — город Дале. Официальный язык коммуны — нюнорск. Население коммуны на 2007 год составляло 4106 чел. Площадь коммуны Ваксдал — 715,65 км², код-идентификатор — 1251.

## История населения коммуны
Население коммуны за последние 60 лет.

Статистика коммуны Ваксдал